# Leira, Møre og Romsdal
Leira är en ort i Aure kommun i Møre og Romsdal fylke i västra Norge. Orten ligger vid fylkesväg 680, på den norra delen av ön Tustna.
Tidigare har orten tillhört dåvarande Edøy kommun, därefter dåvarande Tustna kommun.